# Microporus affinis
Microporus affinis är en svampart som först beskrevs av Carl Ludwig Blume och Theodor Friedrich Ludwig Nees von Esenbeck, och fick sitt nu gällande vetenskapliga namn av Carl Ernst Otto Kuntze 1898. Microporus affinis ingår i släktet Microporus och familjen Polyporaceae.   Inga underarter finns listade i Catalogue of Life.